# Carmelo Pujia (homme politique)
Carmelo Pujia (né à Polia le 5 octobre 1927  et mort à Rome le 8 janvier 2022) est un homme politique italien. Membre du parti Démocratie chrétienne, il a été président de la province de Catanzaro de 1970 à 1975 et à la Chambre des députés de 1983 à 1994.
Carmelo Pujia est décédé à Rome le 8 janvier 2022, à l'âge de 94 ans.